# ژیداشیف
ژیداشیف (به انگلیسی: Zhydachiv) نام شهری واقع در استان الفیف اوبلاست، اوکراین است. جمعیت این شهر ۱۰,۵۲۵ نفر (۲۰۲۱ تخمینی) است.